# Armin Schmitt
Armin Schmitt (* 9. Juni 1934 in Eußenheim; † 18. Oktober 2006 in Würzburg) war ein katholischer Theologe und Professor für Exegese des Alten Testaments an der Universität Regensburg.

## Biographie
Nach dem Besuch des Gymnasiums in Würzburg studierte Armin Schmitt an der Julius-Maximilians-Universität Würzburg katholische Theologie und wurde 1960 zum Priester geweiht. Neben der Tätigkeit in der Pfarrseelsorge widmete er sich der Forschungsarbeit und wurde 1963 an der Würzburger Universität zum Doktor der Theologie promoviert. Anschließend vertiefte er die alttestamentlichen Studien am Päpstlichen Bibelinstitut in Rom.
1966 wurde Armin Schmitt an der Theologischen Fakultät der Universität Würzburg wissenschaftlicher Assistent am Lehrstuhl für alttestamentliche Exegese bei Joseph Georg Ziegler. 1972 habilitierte er sich und wurde Privatdozent und 1978 außerplanmäßiger Professor an der Fakultät, bevor 1980 zum Professor für Exegese des Alten Testaments an die Universität Osnabrück und 1984 als Professor für biblische Theologie und Exegese des Alten Testaments an die Universität Regensburg berufen wurde. Hier lehrte und forschte er bis zu seiner Emeritierung im Jahr 2000.
Aus dem Nachlass und zur Erinnerung an Armin Schmitt wurde 2006 die Armin Schmitt Stiftung für biblische Textforschung in Würzburg gegründet.

## Werke (Auswahl)
- Stammt der sogenannte θ’-Text bei Daniel wirklich von Theodotion? (NAWG.PH 8), 1966 (Doktorarbeit).
- Entrückung – Aufnahme – Himmelfahrt. Untersuchungen zu einem Vorstellungsbereich im Alten Testament (Forschung zur Bibel 10), 1973 (Habilitationsschrift).
- Prophetischer Gottesbescheid in Mari und Israel. Eine Strukturuntersuchung (Beiträge zur Wissenschaft vom Alten und Neuen Testament 114), 1982.
- Das Buch der Weisheit. Ein Kommentar, 1986.
- Wende des Lebens. Untersuchungen zu einem Situations-Motiv der Bibel (Beihefte zur Zeitschrift für die alttestamentliche Wissenschaft 237), 1996.